# Xã Pavia, Quận Bedford, Pennsylvania
Xã Pavia (tiếng Anh: Pavia Township) là một xã thuộc quận Bedford, tiểu bang Pennsylvania, Hoa Kỳ. Năm 2010, dân số của xã này là 295 người.